# André Laplante
André Laplante, né à Rimouski, au Québec, le 12 novembre 1949, est un pianiste de concert et chambriste québécois.

## Biographie
Il étudie le piano dès l'âge de 7 ans et, à partir de 1964, entre à l'École de musique Vincent-d'Indy. Il remporte en 1965 le prix des Matinées pour la jeunesse de l'Orchestre symphonique de Montréal, puis les premiers prix du Concours OSM et des Festivals de musique du Québec en 1968. Il poursuit ses études à la Juilliard School de New York dans la classe de Sascha Gorodnitzki, puis, grâce à une bourse du Conseil des arts du Canada, à Paris, auprès d'Yvonne Lefébure.
En 1978, il remporte, derrière Mikhaïl Pletnev, le deuxième prix, ex aequo avec le pianiste français Pascal Devoyon, au Concours international Tchaïkovski de Moscou. Dès lors, après une tournée en Union soviétique, il amorce une carrière internationale de soliste et se produit en récital ou avec orchestre en Amérique, en Europe, en Australie et en Extrême-Orient. Il réside à New York de 1979 à 1996, année où il revient vivre au Canada.
En 1988, il forme le Trio André-Laplante avec Ernö Sebestyén (violon) et Martin Ostertag (violoncelle).
Il a enseigné à l'Université d'État de l'Ohio.
Il est nommé officier de l'Ordre du Canada en 2004.

## Discographie
- 1977 : Bach-Busoni, Toccate en do ; Chopin, Sonate no 2 ; RCI (440).
- 1978 : André Laplante in Moscow : Concerto pour piano no 3 de Rachmaninov ; Orchestre philharmonique de Moscou, Lazarev, chef d'orchestre ; CBC Records (SM-352) ; rééd., Analekta, 2006
- 1985 : Grieg, Concerto pour piano, Orchestre symphonique de Vancouver, Akiyama, chef d'orchestre; 1985 ; CBC Records (SM-5020)
- 1994 : Liszt, Valse-Méphisto no 1 et autres pièces pour piano ; Analekta
- 1995 : Brahms, Sonate no 3 pour piano en mi mineur, op. 5 ; Analekta (AN 2 9270)
- 1991 : Ravel, Gaspard de la nuit et autres pièces pour piano ; Elan (CD-2232)
- 1995 : Ravel, Prélude, Menuet, Pavane, Jeux d'eau, Miroirs ; Analekta (AN2 9271, FL2 3038)
- 2001 : Ravel, Mélodies : avec Catherine Robbin, mezzo, Orchestre symphonique de Toronto ; CBC Records (MVCD 1128)
- 2003 : Jacques Hétu : Concertos : Robert Cram fl, Orchestre radiophonique de la SRC, M. Bernardi, chef d'orchestre ; CBC Records (SMCD 5228) - Prix Juno, Prix Félix
- 2010 : Liszt, Années de pèlerinage - Suisse ; Analekta

## Sources
- Biographie sur le site du Prix du Gouverneur général
- Laplante, André », dans l'Encyclopédie de la musique au Canada (EMC)
- Notices d'autorité :   - VIAF
  - ISNI
  - IdRef
  - LCCN
  - GND
  - Pologne
  - Israël
  - WorldCat